# Girsu
Girsu (chữ hình nêm: 𒄈𒋢𒆠; Sumer:Ĝirsu; Akkad:?) ngày nay là Tell Telloh, tỉnh Dhi Qar, Iraq, và là một thành phố của người Sumer cổ đại, nằm khoảng 25 km (16 dặm) về phía tây bắc của Lagash. Do âm mũi đầu ŋ, việc phiên âm thành Ĝirsu thường được đánh vần thành Ngirsu (còn: G̃irsu, Girsu, Jirsu) để tránh nhầm lẫn.

## Lịch sử

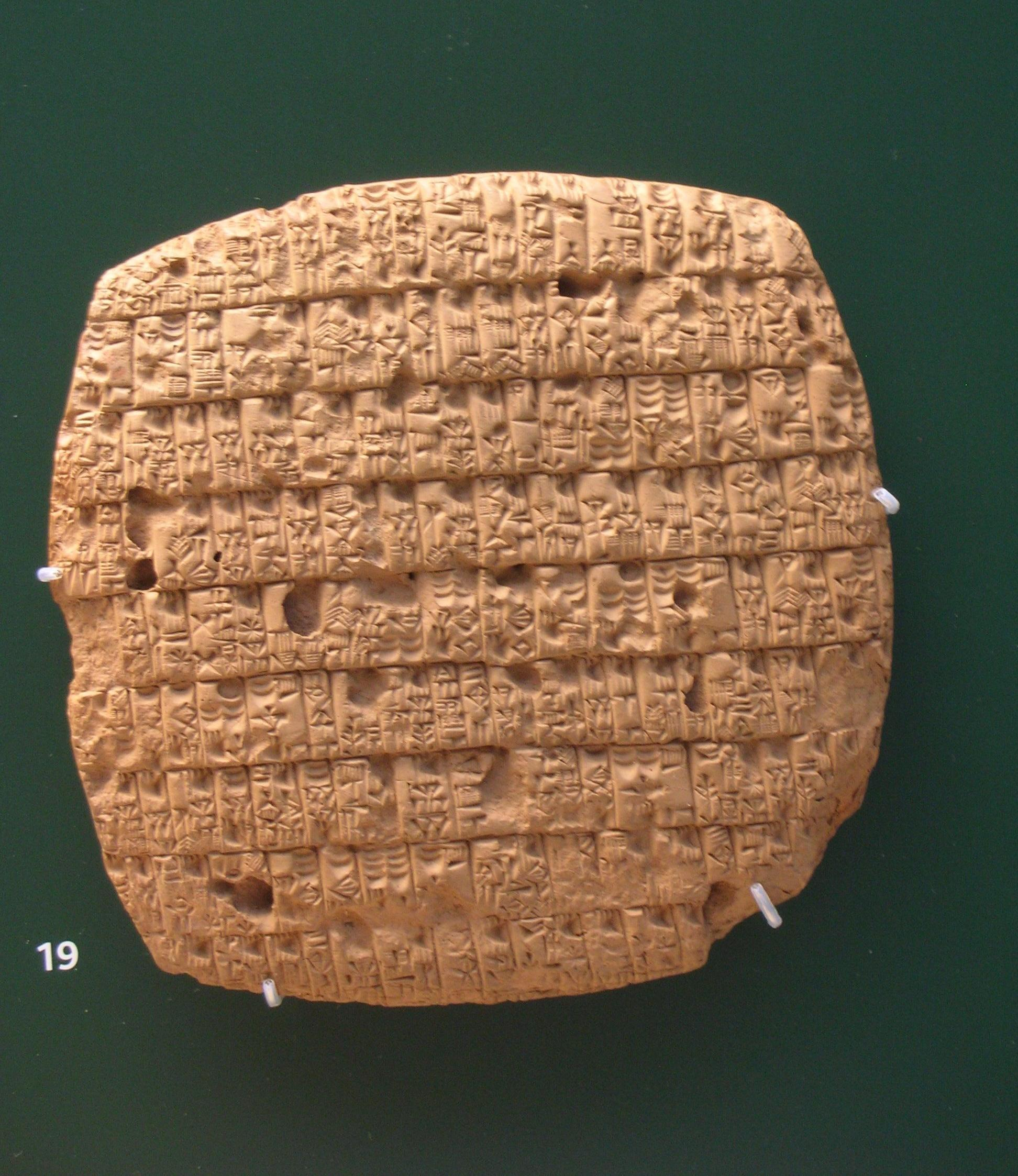
Một bản kê về việc phân chia lúa mạch được cấp hàng tháng cho những người trưởng thành và trẻ em được viết bằng chữ hình nêm trên phiến đất sét, viết vào năm thứ 4 thời vua Urukagina (khoảng 2350 TCN). Từ Girsu, Iraq. Bảo tàng Anh, London.

Girsu có thể đã có cư dân sinh sống trong thời kỳ Ubaid (5300-4800 TCN), nhưng mức độ quan trọng của hoạt động bắt đầu vào thời Tiền Triều đại (2900-2335 TCN). Vào thời của Gudea trong suốt Triều đại thứ hai của Lagash, Girsu trở thành thủ đô của vương quốc Lagash và tiếp tục là trung tâm tôn giáo của nó sau khi quyền lực chính trị đã chuyển sang thành phố Lagash. Trong suốt thời kỳ Ur III, Girsu là một trung tâm hành chính chính quan trọng cho đế quốc. Sau sự sụp đổ của Ur, Girsu giảm dần tầm quan trọng, nhưng vẫn còn cư dân sinh sống cho tới khoảng năm 200 TCN.

## Khảo cổ học
Telloh là di chỉ Sumer đầu tiên được khai quật rộng rãi, lần đầu dưới thời phó lãnh sự Pháp tại Basra là Ernest de Sarzec từ năm 1877–1900, tiếp theo là người kế nhiệm ông Gaston Cros từ năm 1903–1909. Các cuộc khai quật tiếp tục dưới thời Abbé Henri de Genouillac vào năm 1929–1931 và thời André Parrot vào năm 1931–1933. Đó là tại vì ở Girsu mà người ta đã tìm thấy các mảnh vỡ của Bia Kền kền. Khu di chỉ này đã phải chịu đựng những cuộc khai quật theo tiêu chuẩn nghèo nàn và cũng từ những đợt khai quật bất hợp pháp. Khoảng 50.000 bảng chữ hình nêm đã được lấy lại từ khu di chỉ này.